# Bazénový protiproud

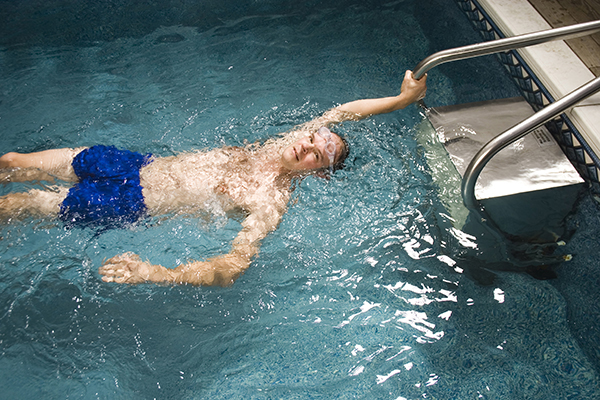
James Murdock, zakladatel společnosti Endless Pools, užívající protiproud

Protiproud umožňuje plavat v bazénu (i malém), podobně jako proti silnému proudu v řece a je častým doplňkem v bazénu pro každého kdo rád plave. U protiproudu umístěném do bazénu lze regulovat jak sílu proudu, tak i jeho směr a využívají jej jak profesionální plavci k tréninku, tak i rekreační plavci pro běžné plavání. 

## Protiproudy do bazénu
Protiproudy patří mezi doplňky bazénu, které jsou do bazénu zabudovány již při jeho stavbě, existují však i závěsné protiproudy které se k bazénu přidávají dodatečně pomocí šroubů, kterými se závěsný protiproud připevní přes okraj bazénu. Jedná se o zařízení, které umožňuje intenzivní plavání i v menším bazénu a tuto funkci vykonávají protiproudové trysky.

## Protiproudové trysky
Protiproudové trysky jsou velmi výkonné čerpací zařízení, které chrlí velké množství vody proti plavci. Trysky se umisťují do čelní stěny bazénu, většinou pak na kratší stranu bazénu naproti schodům – vstupu do bazénu tak, aby plavec byl při plavání vzdálen od stěny bazénu minimálně 1,5 m. Regulace intenzity proudu vody a přisávání vzduchu je možná pomocí nastavitelných trysek, kterými se omezuje nebo uvolňuje proud vzduchu i vody.

## Masážní trysky
Masážní trysky jsou dalším vhodným doplňkem bazénů umožňujícím masáž těla při plavání. Jsou to tzv. dnové gejzíry, víceděrové trysky umístěné ve stěnách bazénu v různých výškách a o různém tlaku, proudová zařízení – vodní chrliče, které slouží pro lokální masáž pomocí proudu vody. Regulace těchto trysek a proudů je pak možná stejně jako u protiproudových trysek.
Ovládání protiproudu a masážních trysek je ve většině případů prováděno pomocí pneumatického vypínače přímo z bazénu nebo dálkovým ovladačem.